# Шахбузький заповідник
Шахбу́зький заповідник, повна офіційна назва Шахбу́зький держа́вний приро́дний запові́дник (азерб. Şahbuz Dövlət Təbiət Qoruğu) — природний заповідник в Азербайджані, що був створений 16 липня 2003 року на території Нахічеванської Автономної Республіки. Заповідник створено з метою збереження рідкісних і зникаючих видів флори і фауни.

## Флора
Територія заповідника багата флорою. Тут можна зустріти понад 2000 видів вищих рослин, що ростуть у Нахічеванській автономній республіці. Різноманіття рельєфу, рослинного та ґрунтового покриву на території Шахбузького заповідника дозволяє виділити тут ряд природних ландшафтних ділянок. Дубовий ліс займає 85 % території. Тут також ростуть ялівець, дуб араксинський — 5 %, глід — 7 %, яблуня, алчан, дуб східний, ясен, груша, гіркий мигдаль і різні чагарники. На території заповідника багато декоративних рослин. Серед них можна зустріти красиві, пахучі ендемічні півники різних кольорів, тюльпан східний, різні види диких пахучих гвоздик, тюльпан гірський, зозулинець, півники парадоксальні тощо. Територія також багата лікарськими рослинами.

## Фауна
Важливу роль у формуванні сучасної фауни заповідника зіграли рельєф і фізико-географічна характеристика Нахічеванської Автономної Республіки. Так, понад половина — 217 з 366 видів, птахів, що зареєстровані в Азербайджанській Республіці, мешкають на території Автономної Республіки. З них на території Шахбузького заповідника мешкають яструб коротконогий, сильвієта, куріпка звичайна, вивільга, соловейко західний, соловейко широкохвостий, фазан, одуд тощо. З усіх видів птахів, що мешкають на території заповідника, 15 занесені в «Червону Книгу».
У Нахічеванській Автономній Республіці мешкає 12 видів хижих тварин, з них на території заповідника поширені кавказький бурий ведмідь, вовк, лисиця, кішка степова, борсук, кабан степовий, рись. Тут також трапляються гризуни, такі як миша лісова, заєць арабський, кілька видів мишей і щурів. З 350 видів хребетних 45 занесені до Червоної книги Азербайджану.